# بيتر تشونغ
بيتر تشونغ (بالإنجليزية: Peter Chung)‏ (هانغل: 피터 정) هو رسام رسوم متحركة وكاتب سيناريو ومخرج كوري الجنوبي وأمريكي، ولد في 19 أبريل 1961 في سول في كوريا الجنوبية.

## وصلات خارجية
- بيتر تشونغ على موقع IMDb (الإنجليزية)
- بيتر تشونغ على موقع ألو سيني (الفرنسية)
- بيتر تشونغ على موقع أول موفي (الإنجليزية)
- بيتر تشونغ على موقع قاعدة بيانات الأفلام السويدية (السويدية)
- بيتر تشونغ على موقع قاعدة بيانات الفيلم (الإنجليزية)
- بيتر تشونغ على موقع كينوبويسك (الروسية)